# 장수황씨 열성공 묘역
장수황씨 열성공 묘역(長水黃氏 烈成公 墓域)은 대한민국 경기도 파주시 탄현면에 있는 무덤이다. 2015년 9월 18일 파주시의 향토문화유산 제32호로 지정되었다.

## 개요
조선 전기의 문신으로 조선초기의 명재상인 방촌 황희(厖村 黃喜, 1363∼1452)선생의 셋째 아들이자 대를 이어 영의정에 오른 황수신(黃守身, 1407~1467)의 묘이다. 자는 계효(季孝), 호는 나부(懦夫), 시호는 열성(烈成), 본관은 장수(長水)이다.
어려서부터 이미 기량과 품성이 남달랐다고 한다. 5~6세 때에 여러 아이들과 놀다가 한 아이가 우물에 빠지자 다른 아이들은 놀라 달아났으나 혼자 들어가 건져냈고, 이 소식을 들은 황희는 “우리 집에 또 재상 한 사람이 났다.”라 했다고 한다.
1423년(세종 5) 사마시에 응시했다가, 학문이 부진하다고 시관(試官)에게 모욕을 당하자 분개하여 “한 세상을 건지는 것이 과거만 거쳐야 되는 것은 아니니, 반드시 평생에 썩은 선비 되지 않으리라!”는 시 한연을 짓고 나와 이로부터 발분하여 학문에 진력하였으나 다시는 과거를 보지 않았다.
문음(門蔭)으로 관직에 나아가 좌부승지, 좌승지를 거쳐 1446년(세종 28년)에 국초 이래 문과(文科) 출신이 아니면 제수되지 않았던 도승지에 발탁되었다. 이후 1455년(세조 1년)에는 세조 등극에 끼친 공로로 좌익공신(佐翼功臣)에 책록되어 남원군(南原君)에 봉해졌다.
1462년 좌찬성으로서 『경국대전』의 제2차 초안(草案) 작성에 참여했고, 영의정 한명회(韓明澮), 좌의정 심회(沈澮)와 함께 문과출신이 아니면서도 예문춘추관직을 겸임하였고 1467년 아버지의 대를 이어 영의정에 올랐다.
풍모가 뛰어나고 인품이 중후하면서도 기국이 있어 세조대의 민심 수습과 치적에 큰 공헌이 있었고, 장수의 창계서원(滄溪書院)에 제향되었다.
장수황씨 열성공 묘역은 15세기 중후반 봉분 형태 및 장법 변화를 살펴볼 수 있는 묘역으로 문·무인석이 쌍으로 조성되어 있는 등 묘제 석물 규제(1474년) 이전 조성된 묘제를 확인할 수 있는 연구 자료이다. 또 부인과 쌍분이고, 삼탄(三灘) 이승소(李承召)가 짓고, 종부시정 최한량(崔漢良)이 쓴 신도비명이 있다. 그러나 비석이 낡아 1943년에 다시 세웠다.
아버지인 방촌 황희(厖村 黃喜, 1363∼1452)선생의 묘가 200m떨어진 맞은편 산자락에 위치하고 있다.

## 지정 사유
장수황씨 열성공 묘역은 15세기 중후반 봉분 형태 및 장법 변화를 살펴볼 수 있는 묘역으로 문·무인석이 쌍으로 조성되어 있는 등 묘제 석물 규제 이전 조성된 묘제를 확인할 수 있는 연구 자료이다.